# 雅典人寶庫

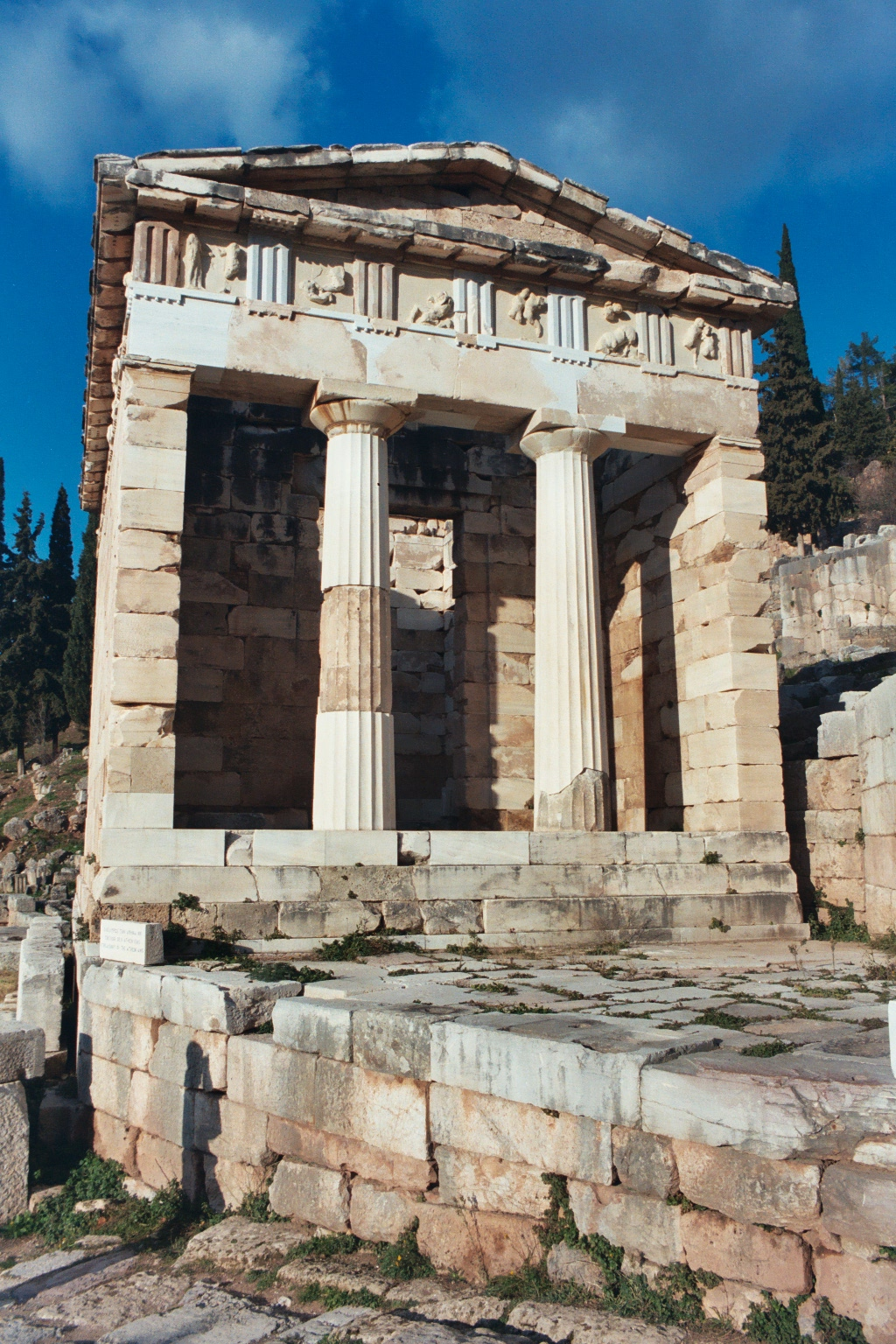

雅典人寶庫（希臘語：Θησαυρός των Αθηναίων）是一座位於德爾斐的建築物，由雅典人修建，用來存放雅典人為阿波羅聖殿奉獻的寶物。它位于神路于圣殿前的最后一个拐弯处，因此不论是从圣地入口还是从神庙都能够看到它。

## 历史
雅典人寶庫的修建時間有爭議，可能在西元前510年至480年之間。它占地6.5米×9.5米，是为了纪念马拉松战役的胜利而修建。它的装饰由陶立克柱式上的排档间饰所组成，表现了希腊神话中的不同故事场景：正面描绘了希腊人同亞馬遜人战斗的场景；左面绘有象征雅典的忒修斯的英雄事蹟，因为后者是传说中雅典的第一个国王，城市的奠造者；在右墙上是象征伯罗奔尼撒的赫拉克勒斯同野蛮人战斗的英雄事蹟；最后，在后墙上刻画的是赫拉克勒斯牵回巨人革律翁的牛群的故事。这就是该建筑的政治动机，表现了雅典人在阿波罗的庇护保护希腊免遭野蛮人的侵害，这个动机之彰显已经接近希腊道德中所谓“僭妄”（hybris）的极限，即试图超越凡人的地位挑战天神。

## 外部連結
- Michael Scott. "Delphi: The Bellybutton of the Ancient World" （页面存档备份，存于）. 39:56 minutes. BBC 4.

38°28′54″N 22°30′05″E / 38.4818°N 22.5014°E